# Francis Buekenhout
Francis Buekenhout (né le 23 avril 1937 à Ixelles) est un mathématicien belge qui introduit les géométries de Buekenhout et le concept d'ensembles quadratiques. 

## Formation et carrière
Buekenhout étudie à l'Université libre de Bruxelles auprès de Jacques Tits et Paul Libois. Il obtient son doctorat en 1965 avec une thèse intitulée «  Etude intrinsèque des ovales » sous la direction de Jacques Tits.
Avec son professeur Jacques Tits, il développe des concepts avec les géométries de diagramme, également appelées géométries de Buekenhout (en) ou géométries de Buekenhout – Tits. Celles-ci ignorent largement les systèmes d'axiomes concrets d'une géométrie projective ou affine et placent ces géométries d'incidence (en) et bien d'autres dans un cadre commun. 
Il introduit en 1969 la notion d'ensemble quadratique (en).
Il travaille à l'ULB de 1960 à 1969 comme assistant de Libois. Il est ensuite professeur extraordinaire de 1969 à 1998, et professeur ordinaire de 1977 jusqu'à sa retraite en 2002. Il est membre de l'Académie royale des sciences, des lettres et des beaux-arts de Belgique depuis mai 2002, et en 1982 il remporte le Prix Francois-Deruyts de cette académie.  
Buekenhout cofonde les olympiades belges de mathématiques en 1976 et les organise de 1976 à 1987. 

## Publications
- « Etude intrinsèque des ovales », Rendiconti di Mat., vol. 25,‎ 1966, p. 1–61 (thèse de doctorat=
- « Ensembles quadratiques des espaces projectifs », Math.Zeit., vol. 110,‎ 1969, p. 306–318
- Francis Buekenhout, Handbook of Incidence Geometry, North Holland, 1995 (ISBN 978-0-444-88355-1)
- Œuvres (de Jacques Tits) - 4 volumes - European Math. Society 2013 - Éditeurs : F. Buekenhout, B.M. Mühlherr, J-P. Tignol, H. Van Maldeghem, 3832 pages.
- (en) F. Buekenhout et M. Parker, « The number of nets of the regular convex polytopes in dimension ⩽ 4 », Disc. Math., vol. 186,‎ 1998, p. 69-94 (DOI 10.1016/S0012-365X(97)00225-2).
- Histoire des mathématiques, Charlotte Bouckaert et Francis Buekenhout, Les Cahiers du CeDoP, Université Libre de Bruxelles, 1994 (contient une bibliographie commentée à l'usage des enseignants et leurs élèves)
- Francis Buekenhout, « GODEAUX de LIÈGE, Mathématicien de génie » [PDF], sur Académie des Sciences de Belgique (consulté le 10 novembre 2016).